# Paweł Vogel
Paweł Vogel, od 1955 Fogel (ur. 15 września 1904 w Wadowicach, zm. 28 lutego 2000 w Zakopanem) – polski taternik, alpinista i przewodnik tatrzański, z zawodu nauczyciel.
Paweł Vogel studiował na uniwersytecie w Poznaniu oraz w warszawskim Centralnym Instytucie Wychowania Fizycznego. W młodości uprawiał m.in. boks i wioślarstwo. Po zakończeniu studiów pracował jako nauczyciel szkół średnich m.in. w Ostrowcu Świętokrzyskim, propagując aktywny styl życia. Wspinanie w Tatrach rozpoczął w 1924 roku. Był autorem wielu nowych dróg oraz przejść, m.in. północną ścianą Małego Kieżmarskiego Szczytu oraz nowymi drogami na północnej ścianie Jaworowego Szczytu (1932 r., z Wiesławem Stanisławskim), północno-wschodnią ścianą Cubryny (1949 r., z bratem Januszem i Adamem Truszowskim), zimowe przejścia południowej ściany Zamarłej Turni oraz zachodniej i wschodniej ściany Kościelca (lata 1947-49, z Ludwikiem Ziemblicem). Szczególnym osiągnięciem było pierwsze przejście zimowe północno-wschodniego filara Ganku z Doliny Kaczej, odbyte w dniach 13-15 grudnia 1948 roku wraz z bratem Januszem. Latem 1934 roku, wraz z Janem Staszlem przeszedł główną grań Tatr od Hawrania po Rysy.
W 1945 roku zamieszkał na stałe w Zakopanem. W latach 1951–1957 był kierownikiem schroniska PTTK w Dolinie Roztoki. Był również instruktorem narciarskim Polskiego Związku Narciarskiego – szkolił m.in. prof. Józefa Barbaga oraz Zenona Kliszkę. W 1963 zdobył uprawnienia przewodnika tatrzańskiego, zaś w 1966 roku – przewodnika II klasy. Sporo też pisał oraz fotografował. Jego opowiadania i wspomnienia drukowane były m.in. w „Taterniku”, „Słowie Polskim”, „Dzienniku Polskim” oraz „Przekroju”.
W latach 50. Paweł Vogel stracił oko, z czasem – w wyniku jaskry i zaćmy – utracił widzenie w drugim. Po śmierci został pochowany na Nowym Cmentarzu w Zakopanem.